# Evilized
Evilized è il secondo album in studio del gruppo musicale svedese heavy metal Dream Evil.

## Tracce
1. Break the Chains – 3:32
2. By My Side – 3:38
3. Fight You 'Till the End – 3:53
4. Evilized – 4:43
5. Invisible – 2:53
6. Bad Dreams – 3:10
7. Forevermore – 5:08
8. Children of the Night – 4:45
9. Live a Lie – 3:26
10. Fear the Night – 3:47
11. Made of Metal – 3:55
12. The End – 4:23

## Formazione
- Niklas Isfeldt - voce
- Fredrik Nordström - chitarra, tastiere
- Gus G. - chitarra
- Peter Stålfors - basso
- Snowy Shaw - batteria